# Ло Бьянко, Элеонора
Элеонора Ло Бьянко (итал. Eleonora Lo Bianco; р. 22 декабря 1979, Боргоманеро, провинция Новара, область Пьемонт, Италия) — итальянская волейболистка. Связующая. Чемпионка мира 2002, двукратная обладательница Кубка мира (2007, 2011), двукратная чемпионка Европы (2007, 2009).

## Биография
Игровую карьеру Элеонора Ло Бьянко начала в волейбольной команде «Оменья», выступавшей в серии С чемпионата Италии. В 1998—1999 на протяжении одного сезона играла в базовой команде молодёжной сборной страны — «Клуб Италия», а в 1999 началась карьера волейболистки в ведущих клубах Италии. В 1999 Ло Бьянко дебютировала в серии А1 итальянского первенства в команде из Бусто-Арсицио, в 2000—2002 играла в Равенне за местную «Теодору», бывшую некогда сильнейшей в стране, в 2002—2005 — за «Монтескьяво» из Йези. Играя за команды из Равенны и Йези Ло Бьянко трижды становилась призёром чемпионата Италии и ещё трижды — призёром розыгрышей Кубка Европейской конфедерации волейбола. В 2005 волейболистка перешла в «Фоппапедретти» из Бергамо, за которую выступала на протяжении 6 сезонов до 2011 года. Именно с этой командой Элеонора Ло Бьянко добилась наивысших результатов на клубном уровне: дважды выигрывала «золото» национального первенства и ещё трижды «бронзу», дважды становилась обладателем Кубка Италии, трижды побеждала в Лиге чемпионов.
В 2011 начался турецкий этап в волейбольной карьере Элеоноры Ло Бьянко. Три сезона спортсменка отыграла в стамбульском «Галатасарае», став в 2013 с командой призёром чемпионата Турции, а также дважды выигрывала медали Кубка Турции и «серебро» розыгрыша Кубка ЕКВ в 2012. В 2014—2015 Ло Бьянко выступала за «Фенербахче» и стала с командой чемпионкой и обладательницей Кубка Турции. В 2015 итальянская волейболистка вернулась на родину и два сезона вновь играла в Бергамо, выиграв в 2016 Кубок Италии (в 3-й раз в своей карьере). В 2017 перешла в команду «Поми» (Казальмаджоре).
В 1996 году 16-летняя Ло Бьянко выиграла свои первые медали на уровне сборных, став чемпионкой Европы в составе молодёжной команды Италии. 21 июня 1998 Элеонора дебютировала уже в главной сборной страны в матче против Бразилии на традиционном турнире в швейцарском Монтрё. Тем самым началась выдающаяся 18-летняя карьера спортсменки в национальной команде Италии. За период с 1998 по 2016 годы Ло Бьянко дирижировала игрой своей сборной на пяти Олимпиадах (2000, 2004, 2008, 2012 и 2016), пяти чемпионатах мира (1998, 2002, 2006, 2010, 2014), четырёх розыгрышах Кубка мира (1999, 2003, 2007, 2011), восьми чемпионатах Европы (1999, 2001 2003, 2005, 2007, 2009, 2011, 2015) и ещё в целом ряде других крупнейших международных соревнований. Вместе со «скуадрой адзуррой» она выигрывала золотые награды чемпионата мира (в 2002), Всемирного Кубка чемпионов (в 2009), дважды — Кубка мира (2007 и 2011), дважды — чемпионата Европы (2007 и 2009), а также «серебро» и «бронзу» Гран-при и первенств Европы. 5 раз Ло Бьянко признавалась лучшей связующей официальных международных турниров. Всего же на момент окончания карьеры в сборной Италии (после Олимпиады-2016) на счету Элеоноры Ло Бьянко 536 матчей, проведённых в форме национальной команды (с 2007 по 2012 в качестве капитана), что является рекордом среди всех волейболисток, выступавших за главную команду страны.
В марте 2019 Элеонора Ло Бьянко официально объявила о завершении игровой карьеры.

### Клубная карьера
- 1994—1998 —  «Оменья»;
- 1998—1999 —  «Клуб Италия» (Рим);
- 1999—2000 —  «Брумс» (Бусто-Арсицио);
- 2000—2002 —  «Теодора»/«Стаффин» (Равенна);
- 2002—2005 —  «Монтескьяво» (Йези);
- 2005—2011 —  «Фоппапедретти» (Бергамо);
- 2011—2014 —  «Галатасарай» (Стамбул);
- 2014—2015 —  «Фенербахче» (Стамбул);
- 2015—2017 —  «Фоппапедретти» (Бергамо);
- 2017—2018 —  «Поми» (Казальмаджоре).

## Достижения

### Со сборными Италии
- чемпионка мира 2002.

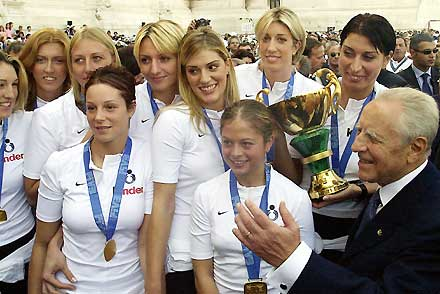
Итальянские волейболистки — чемпионки мира 2002 — на приёме у президента Италии. На переднем плане слева — Элеонора Ло Бьянко.

- двукратный победитель розыгрышей Кубка мира — 2007, 2011.
- победитель розыгрыша Всемирного Кубка чемпионов 2009.
- двукратный серебряный (2004, 2005) и 4-кратный бронзовый (2006, 2007, 2008, 2010) призёр Мирового Гран-при.
- двукратная чемпионка Европы — 2007, 2009;
  - двукратный серебряный (2001, 2005) и бронзовый (1999) призёр чемпионатов Европы.
- двукратная чемпионка Средиземноморских игр — 2001, 2009.
- чемпионка Европы среди молодёжных команд 1996.

### С клубами
- двукратная чемпионка Италии — 2006, 2011;
  - 6-кратный бронзовый призёр чемпионатов Италии — 2001, 2003, 2004, 2008—2010.
- 3-кратный победитель розыгрышей Кубка Италии — 2006, 2008, 2016;
  - 3-кратный серебряный призёр Кубка Италии — 2003, 2010, 2011.
- чемпионка Турции 2015;
  - бронзовый призёр чемпионата Турции 2013.
- победитель розыгрыша Кубка Турции 2015;
  - серебряный (2012) и бронзовый (2013) призёр Кубка Турции.
- 3-кратный победитель Лиги чемпионов ЕКВ — 2007, 2009, 2010;
  - бронзовый призёр Лиги чемпионов 2006.
- 3-кратный серебряный призёр розыгрышей Кубка ЕКВ — 2002, 2004, 2012;
  - бронзовый призёр Кубка ЕКВ 2005.

### Индивидуальные
- Лучшая связующая чемпионатов Европы 2005 и 2009.
- Лучшая связующая Мирового Гран-при 2006.
- Лучшая связующая «финалов четырёх» Лиги чемпионов 2007 и 2010.
- Лучшая связующая Кубка Италии 2010.

## Награды
- Кавалер ордена «За заслуги перед Итальянской Республикой» (8 ноября 2002)[2].
- Золотая цепь «За спортивные заслуги» (11 ноября 2004).